# Koblenz-Rauental
Koblenz-Rauental ist ein Stadtteil von Koblenz. Seinen Namen erhielt der Stadtteil erst 1975, vorher wurde er Westliche Vorstadt genannt. Er liegt im Moselbogen mit der letzten Moselstaustufe (am sogenannten Moselstausee) südlich der Mosel und wird im Osten begrenzt durch die Altstadt, im Südwesten durch Moselweiß und im Süden durch die Goldgrube. Damit konstituiert dieser Stadtteil ein infrastrukturelles Bindeglied zwischen dem urbanen Zentrum von Koblenz und den Naherholungs- und Weinbaugebieten an der Mosel. Am westlichen Ende befinden sich ein Verwaltungszentrum, das Krankenhaus Marienhof und Gebäudekomplexe des Bundesamts für Ausrüstung, Informationstechnik und Nutzung der Bundeswehr (BAAINBw).

## Geschichte

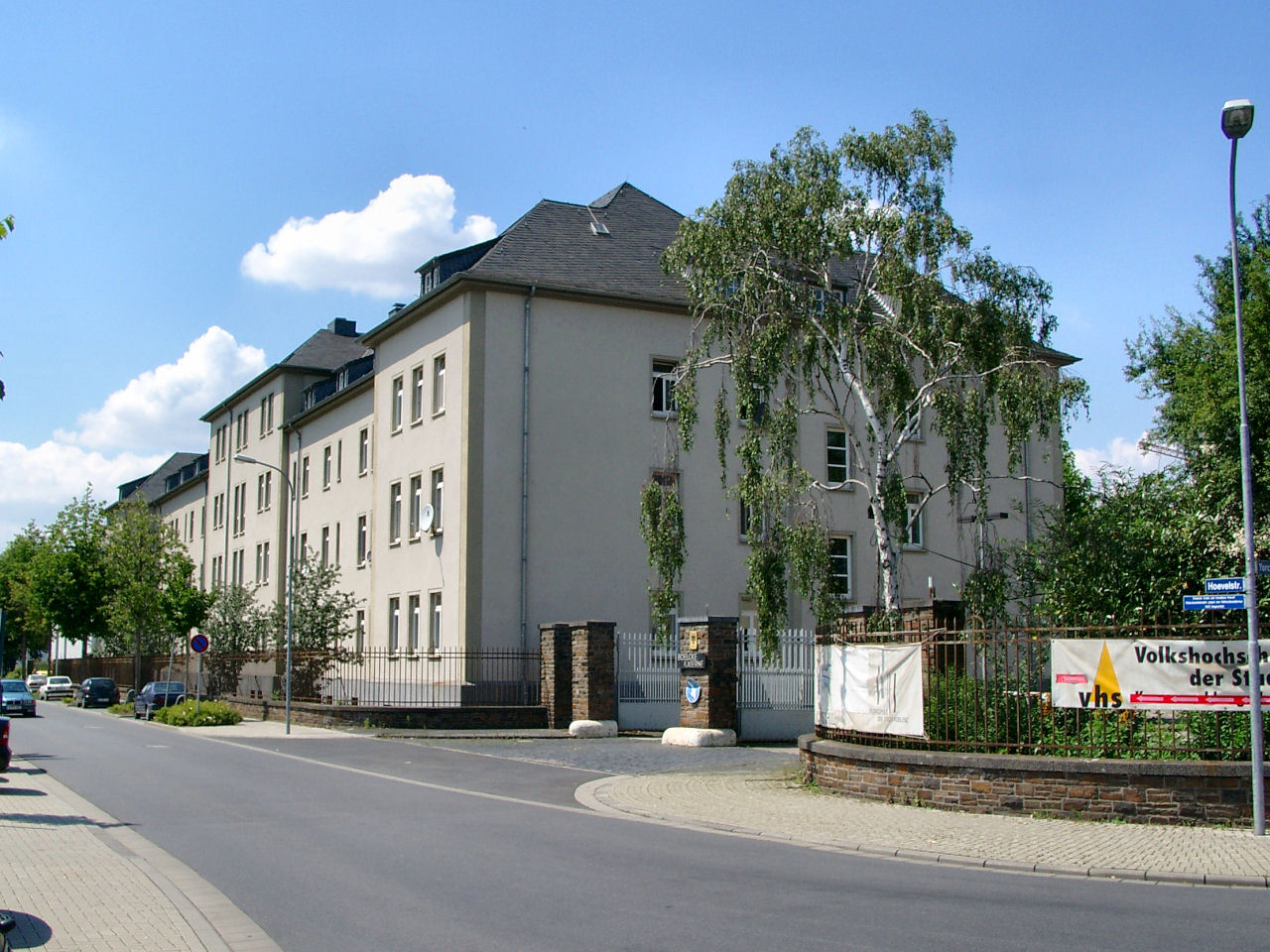
Gebäude der ehemaligen Boelcke-Kaserne

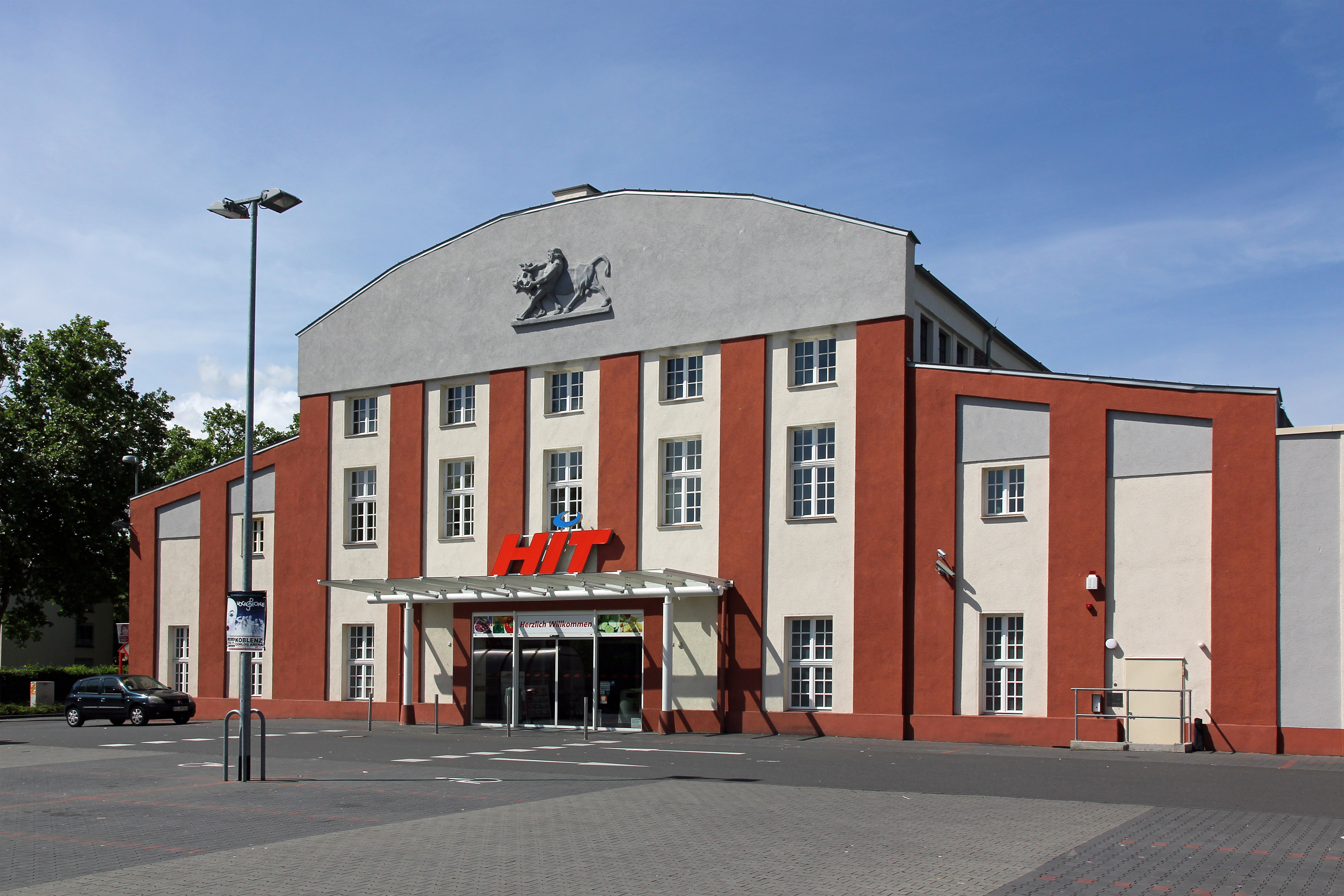
Die ehemalige Viehmarkthalle des Schlachthofs

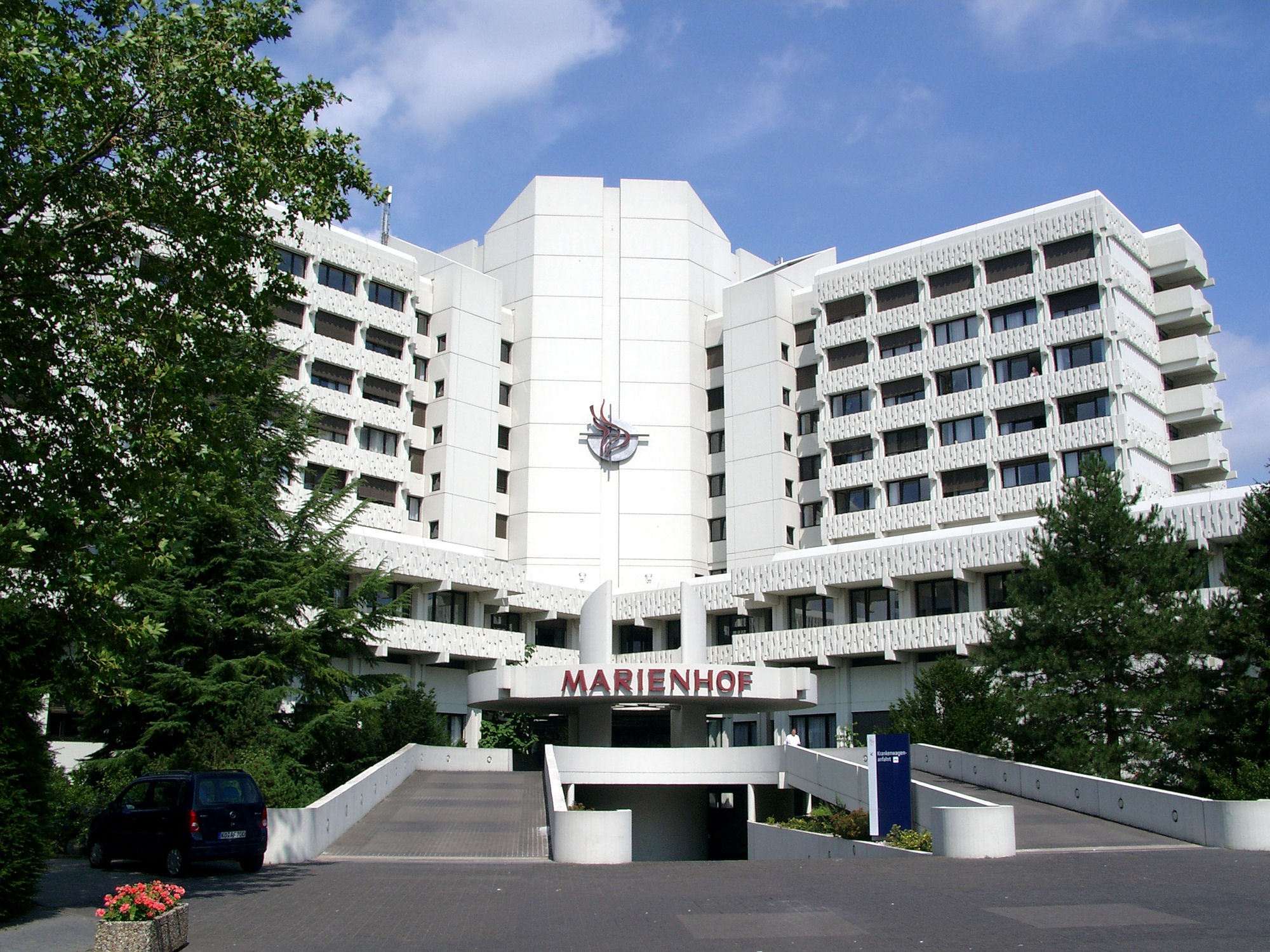
Katholisches Klinikum Marienhof

Die Geschichte des Rauentals reicht bis ins 13. Jahrhundert. Allerdings war hier nicht mehr zu finden als sein Name aussagt, ein raues, mit Gestrüpp bewachsenes Weinberg- und Ackergelände. Nur der Weißer- oder später Moselweißer Weg führte durch diese unwirtliche Gegend. Die erste urkundliche Erwähnung erfolgte 1276, als der Deutschordenskommende Koblenz ein Wingert in Ruendale vermacht wurde, der 1288 Rauendal genannt wird. Vor den Toren der Stadt Koblenz wurde 1303 auf einem dieser Weinberge der jüdische Friedhof angelegt.
Bis zum Ende des 19. Jahrhunderts war das Areal des heutigen Stadtteils hauptsächlich Feld-, Garten- und Brachland. Rege Bautätigkeit gab es erst ab der Zeit um 1900, nachdem die Stadtbefestigung aufgegeben wurde und sich das Siedlungsgebiet von Koblenz nach Süden (Südliche Vorstadt) und Westen (Goldgrube und Rauental) vergrößerte. Bereits 1888–1890 entstand im Moselbogen der Koblenzer Schlachthof, von dem bis heute die Viehmarkthalle erhalten ist.
Mit Bau der Festung Koblenz entstand 1823–1827 im Rauental die Moselweißer Schanze. Nachdem sie 1897–1898 eingeebnet wurde, entstand auf diesem Areal die Telegraphenkaserne, die spätere Boelcke-Kaserne. Seit 2000 befinden sich auf dem Gebiet Wohnungen, die Musik- und Volkshochschule. Im Nordosten entstand 1898 die alte Falckenstein-Kaserne, durch die seit Erbauung der Europabrücke 1932–1934 die südlichen Brückenrampe führt. Zwei Mannschaftsgebäude in der Baedekerstraße sind bis heute erhalten. In den Jahren 1908–1911 entstand ein Militärlazarett, in dem in den 1930er Jahren die Westfalen-Kaserne eingerichtet wurde. Auf diesem Gelänge steht heute der Gebäudekomplex des Bundesamts für Ausrüstung, Informationstechnik und Nutzung der Bundeswehr. Kurz vor Ausbruch des Ersten Weltkriegs wurde in der Steinstraße ein Kasernenkomplex angelegt, der aber schon kurz nach dem Krieg in Wohngebäude umfunktioniert wurde.
Am Moselufer wurde 1897 das zweite Gaswerk, nach dem in der Laubach, in Koblenz errichtet. Dies ist die historische Keimzelle der 1934 gegründeten Energieversorgung Mittelrhein, die heute eines der größten Gas- und Wasserversorgungsunternehmen in Rheinland-Pfalz ist. An der Moselweißer Straße wurde 1903 ein Krankenhaus durch die Ordensgemeinschaft der Schwestern vom Heiligen Geist gegründet, der Vorläufer des heutigen Katholischen Klinikums Marienhof. Die Schwestern errichteten bereits 1888 daneben ihr Mutterhaus. Erste Arbeiten zur Moselkanalisierung begannen bereits im Zweiten Weltkrieg. Am Moselbogen zwischen dem Rauental und Lützel entstand die Staustufe Koblenz, die aber erst 1951 fertiggestellt werden konnte. Nach dem Zweiten Weltkrieg wurde im Moselbogen ein Mineralölhafen angelegt, der 1999 aufgegeben wurde. Seitdem entsteht auf dem Areal des Moselbogens der „Büropark Moselstausee“.
Die Bewohner des unorganisch gewachsenen Stadtteils hatten bis zum Beginn des Zweiten Weltkriegs kein dokumentiertes Ortsbewusstsein. Dies änderte sich erst 1933 mit der Gründung der Kirchengemeinde St. Elisabeth. Ein erstes Kirchengebäude wurde im selben Jahr in der Steinstraße errichtet. Nach der Kriegszerstörung, der Stadtteil war wegen seiner Nähe zum Bahnbetriebswerk Koblenz-Mosel besonders von den Luftangriffen auf Koblenz betroffen, wurde die Kirche 1953–1954 in der Moselweißer Straße neu errichtet und gab dem jungen Stadtteil eine neue Mitte. Der Koblenzer Stadtrat erklärte sich 1975 einstimmig mit der offiziellen Bezeichnung Rauental für die bis dato sogenannte Westliche Vorstadt einverstanden.

## Kulturdenkmäler
- Die katholische Pfarrkirche St. Elisabeth, 1953 bis 1954 erbaut nach Plänen von Dominikus Böhm unter Mitwirkung seines Sohnes Gottfried Böhm, ist eine der bedeutendsten Kirchen der 1950er Jahre am Mittelrhein. Typisch für den Stil der Böhms ist das umlaufende Glas-Mosaik-Lichtband, das die Kirche an sonnigen Tagen so hell werden lässt, dass man ohne künstliches Licht auskommt. Im Innenraum waren über den vier Bankreihen sowie um den Altar herum ursprünglich 31 Opalglas-Leuchtpendel angebracht, die bei einer Renovierung 1998 durch Plexiglas ersetzt wurden. Diese Konstruktion sollte an trüben Tagen eine harmonische Ergänzung zum natürlichen Tageslicht und bei Gottesdiensten zu dunklen Zeiten für sich genommen eine kreative Lichtarchitektur darstellen.
- Im Rauental befinden sich die Synagoge und der Jüdische Friedhof.
- Die Viehmarkthalle des städtischen Schlachthofs wurde 1911–1913 als freitragende Stahlbeton-Konstruktion erbaut. Der Mittelteil steht wegen dieser besonderen Bauweise seit 2002 unter Denkmalschutz und wurde zeitweise durch einen potenziellen Investor, der am Ende aber nicht zum Zuge kam, zu kulturellen Zwecken genutzt. Die Investorensuche für das sanierungsbedürftige Gebäude zog sich von 2006 bis 2008 hin und endete mit der Eröffnung einer HIT-Filiale im Oktober 2009. Diese Entscheidung war nicht unumstritten, Kritiker hätten lieber eine Fortführung der kulturellen Nutzung gesehen.

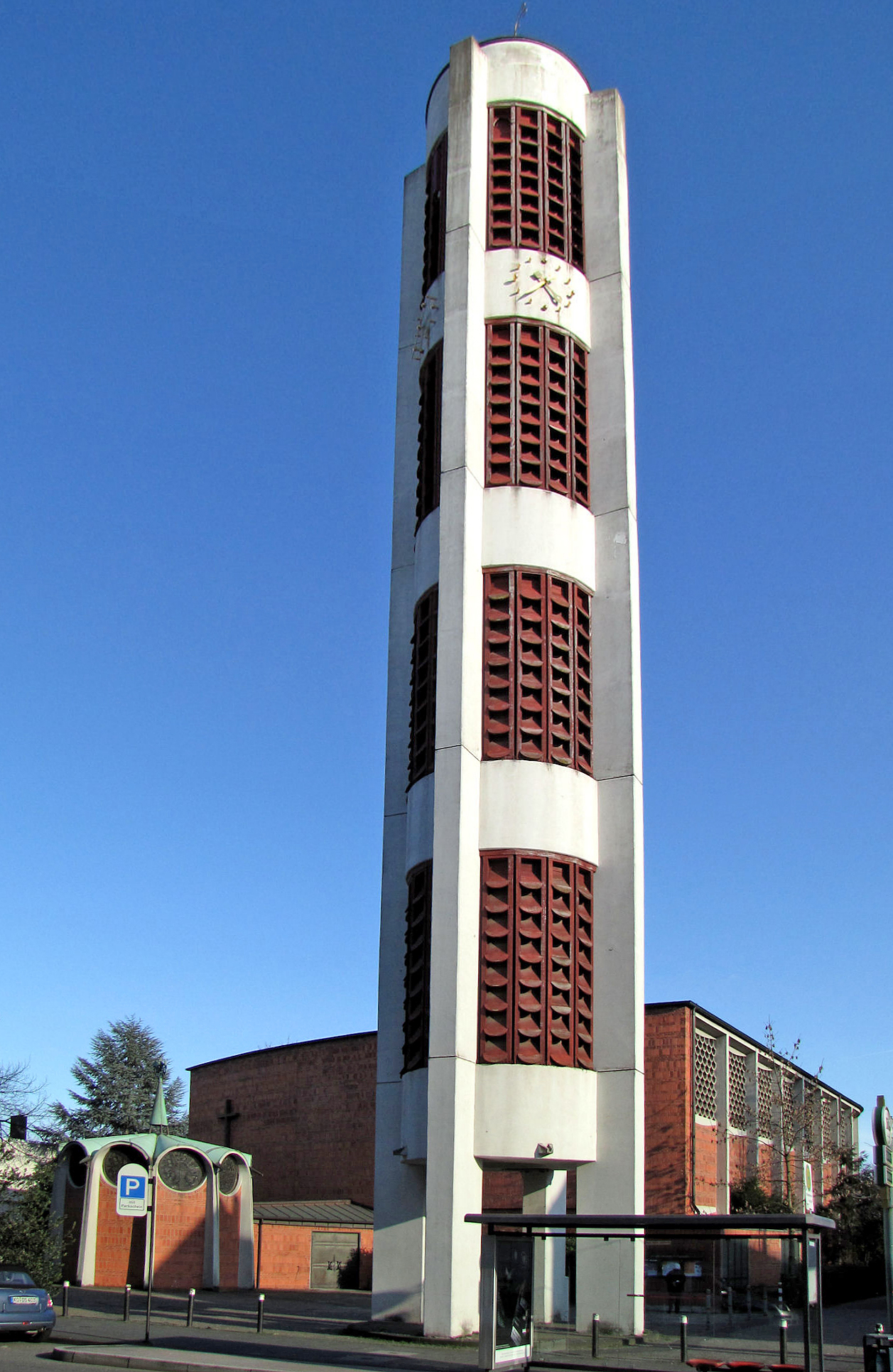
Die katholische Pfarrkirche St. Elisabeth
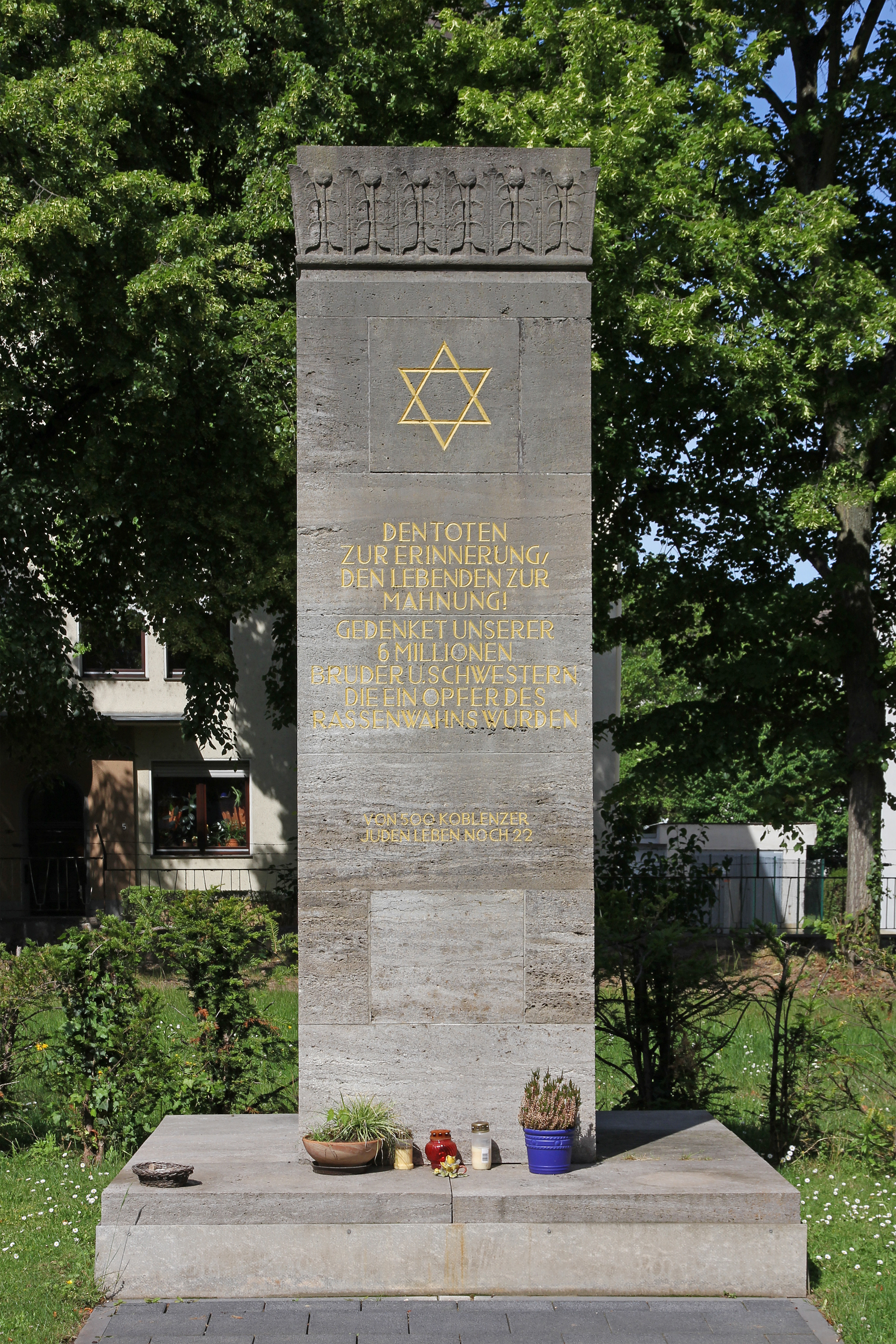
Denkmal an die von den Nationalsozialisten ermordeten Juden auf dem Jüdischen Friedhof
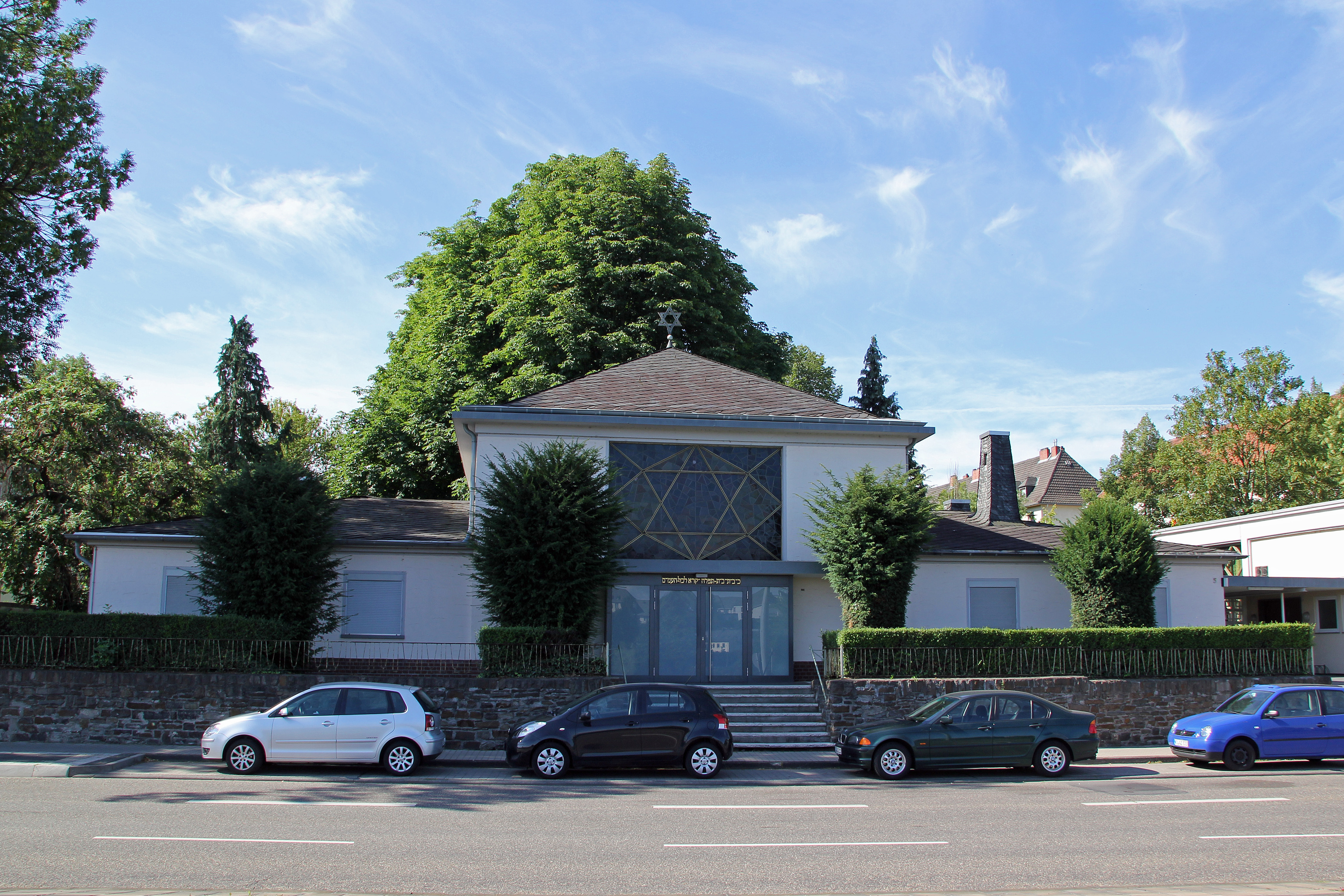
Synagoge Koblenz

## Infrastruktur und Verkehr

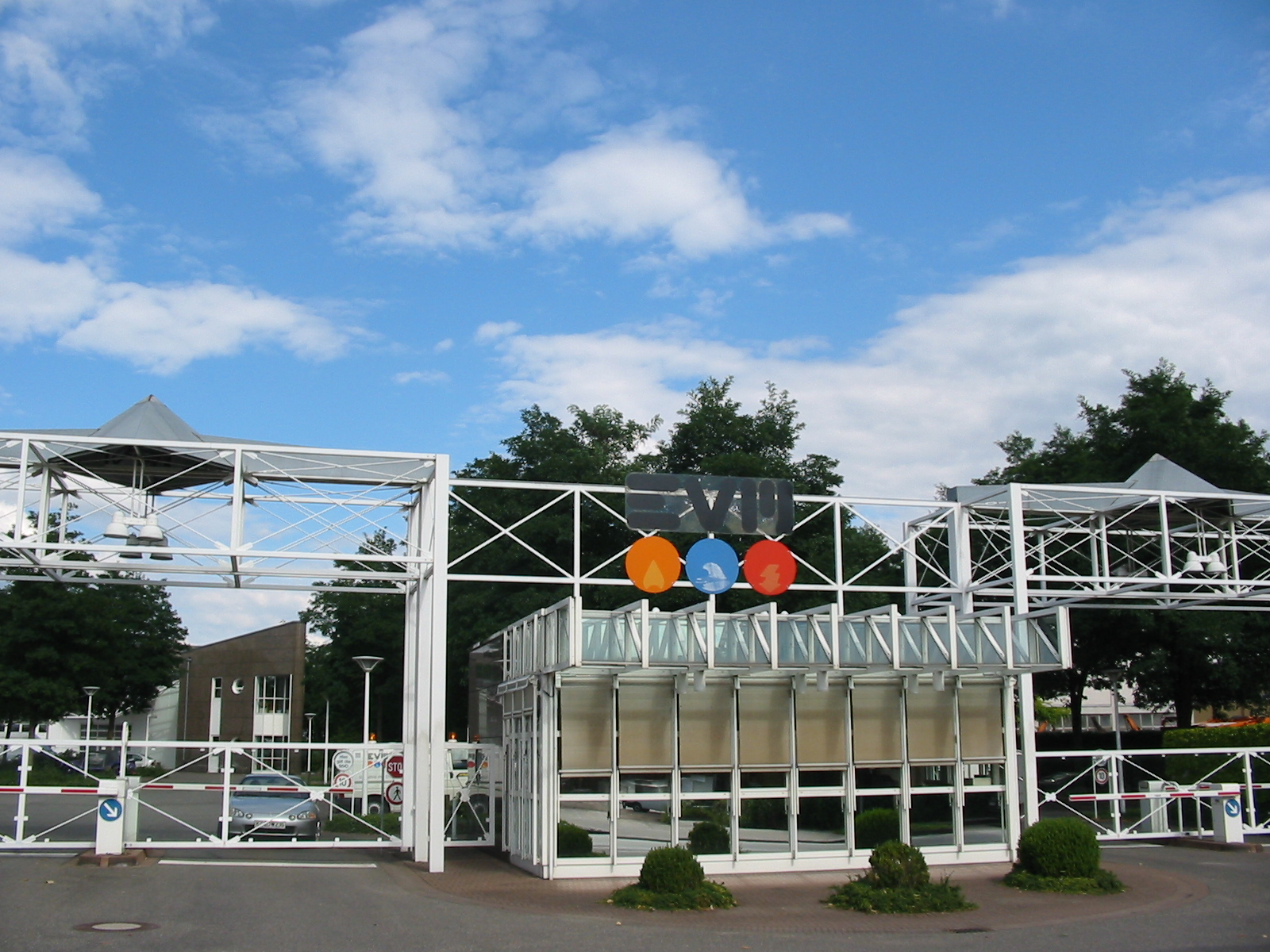
Büropark Moselstausee: Eingangsbereich der Energieversorgung Mittelrhein

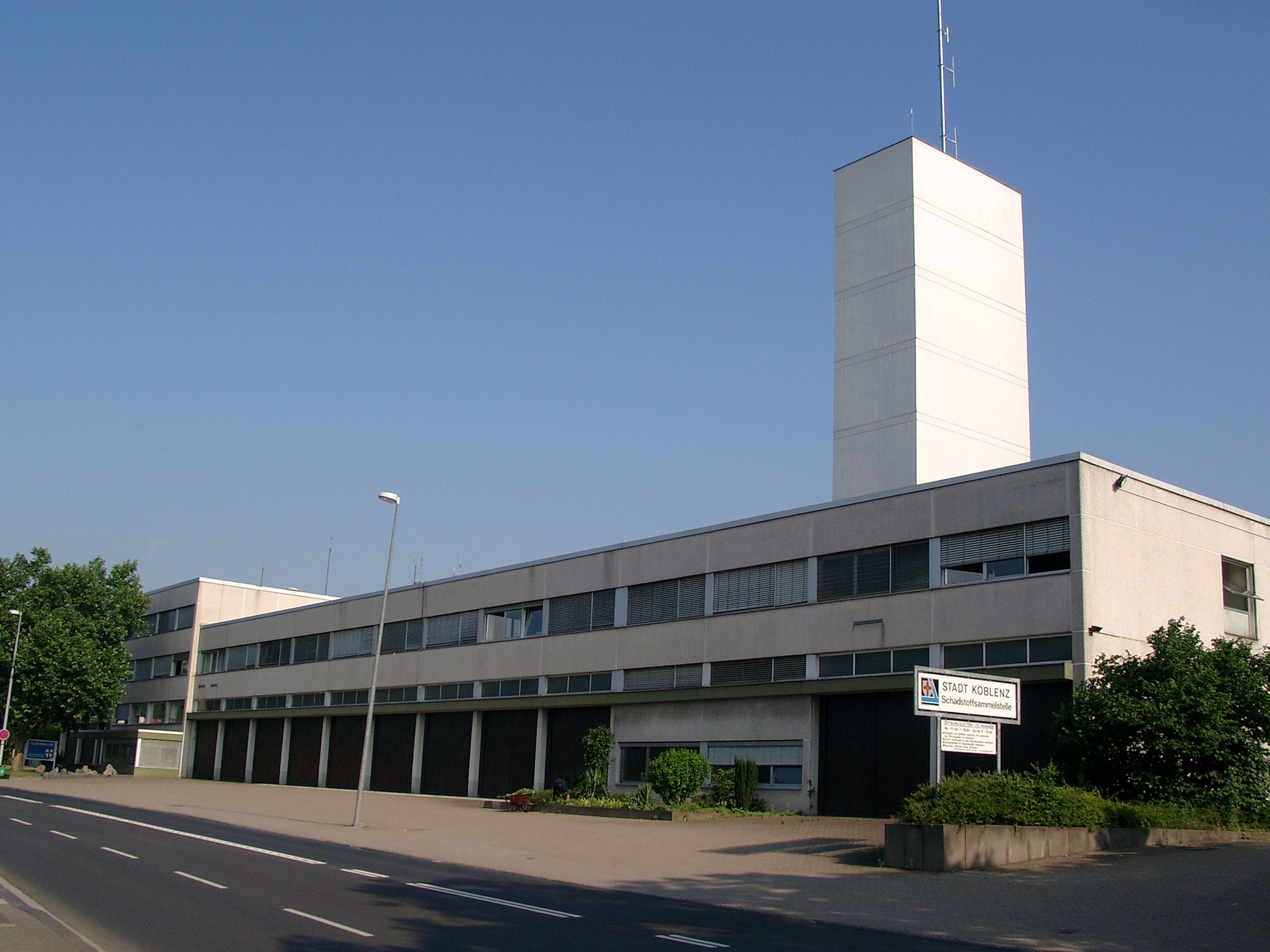
Hauptwache der Koblenzer Berufsfeuerwehr

Aus der Geschichte erklärt sich die heterogene Struktur des Stadtteils, die auch zu Beginn des 21. Jahrhunderts noch deutlich erkennbar ist.
Die nördliche Peripherie am Moselstausee ist ein Büropark, der den Bereich zwischen dem weitläufigen Firmengelände der Energieversorgung Mittelrhein GmbH und dem ehemaligen Schlachthof umfasst. Er beherbergt eine Reihe von Betrieben und Verwaltungseinrichtungen sowie ein Kongresshotel mit in expressiven Farben gestalteter Außenfassade und eigener Kunstgalerie. Vor 1975 war der große Gaskessel des Energieversorgungsunternehmens „Wahrzeichen“ dieses Terrains. Er stand mitten in einem Landschaftspark mit altem Baumbestand, Obst- und Gemüsegarten, der zum Dienstsitz des technischen Geschäftsführers gehörte. Außerhalb dieses Parks befanden sich Verwaltungsgebäude, Lagerhallen, Baracken und Materialhalden für die Energieversorgung, westlich daran angrenzend der Schlachthof. Mit der Umstellung der Gasversorgung der Stadt Koblenz auf Erdgas 1970 war der Gasbehälter entbehrlich geworden. Nach seiner Demontage 1975 wurde ab den 1980er Jahren der gesamte Moselbogen im Sinne eines zeitgenössischen Vorstellungen entsprechenden Büroparks erneuert. Alle zuvor bestehenden Anlagen wurden zu diesem Zweck abgerissen, abgesehen von der historischen Viehmarkthalle. Die Koblenzer Berufsfeuerwehr hat östlich des ehemaligen Landschaftsparks, von dem noch eine geringe Fläche übrig ist, auf dem Gelände ehemaliger Kohlenhalden ihren Standort.
Der Moselstausee selbst ist ein beliebtes Freizeitgelände für Ruderer und Segler. Als er im Februar 1963 bei wochenlangen Temperaturen unter −15 °C zufror und in der Stadt die Wasserrohre platzten, war das Schlittschuhlaufen auf dem Eis für die Kinder eine ebenso große, seither nicht mehr wiederholbare Attraktion wie die Sicherstellung der Wasserversorgung für die Verantwortlichen der Energieversorgung eine singuläre Herausforderung war. Jenseits der Mosel-Staustufe (östlich) verläuft eine nach Peter Altmeier benannte Uferpromenade unter der Europabrücke und Balduinbrücke hindurch bis zum Deutschen Eck. Dem Rauental gegenüber am linken Moselufer liegen die Stadtteile Metternich und Lützel.
Die B 49 trennt die kommerziell genutzten Flächen im Moselbogen von den Wohngebieten des Rauentals. Verkehrsberuhigte Straßenzüge mit teilweise sanierungsbedürftigen Mehrfamilien-Mietshäusern, aber auch gepflegte Ein- und Zweifamilienhäuser mit kleinen Gärten prägen das Ortsbild. Selbstständige Handwerksbetriebe und kleine Geschäfte, die Mitte des 20. Jahrhunderts noch zur Infrastruktur gehörten, sind zu Beginn des 21. Jahrhunderts nicht mehr vorhanden. Gleiches gilt für eine großflächige Gärtnerei, die sich im Zentrum des Ortsteils befand. Einige tradierte Eckkneipen sind erhalten, andere in italienischer, griechischer oder türkischer Hand. Es gibt einen Kindergarten der Gemeinde St. Elisabeth und die nach Freiherr vom Stein benannte Grundschule in der gleichnamigen Straße.
Supermärkte, Einzelhandelsgeschäfte sowie kleine Dienstleistungsunternehmen konzentrieren sich auf der Moselweißer Straße, der Haupt-Durchgangsstraße am Südrand des Rauentals von der City nach Moselweiß, an dieser Straße liegt auch die Pfarrkirche St. Elisabeth. In den Straßenzügen südlich der Moselweißer Straße (angrenzend an den Stadtteil Goldgrube) wurden ab 2006 auf dem Gelände der ehemaligen Boelcke-Kaserne neue Eigentumswohnungen gebaut.
An der Grenze zum sogenannten Verwaltungszentrum II von Moselweiß hat abseits der B 49 das BAAINBw seinen Standort. Südlich des Stadtteils verläuft die Trasse der Moselstrecke und bildet die Grenze zur Goldgrube.
An der Moselstrecke ist zwischen Rauental und Goldgrube (Höhe Follmannstraße) die Errichtung eines neuen Bahnhaltepunktes geplant. Dabei ist auch eine Fußgängerüberführung angedacht, mit der Goldgrube und Rauental besser verbunden werden könnten.